# 安友康二
安友 康二（やすとも こうじ、1966年 - ） は、日本の医学者、小児科医。徳島大学大学院医歯薬学研究部教授、日本学術会議会員、American Society for Clinical Investigation会員。文部科学大臣表彰科学技術賞等受賞。

## 人物・経歴
徳島県立脇町高等学校を経て、1990年徳島大学医学部医学科卒業、徳島大学医学部附属病院小児科学講座医員。1991年高松赤十字病院小児科医師。1992年四国がんセンター小児科医師。1993年徳島大学大学院医学研究科入学。1996年日本学術振興会特別研究員。1997年徳島大学大学院医学研究科修了、医学博士。同年日本学術振興会海外特別研究員（アメリカ国立衛生研究所アメリカ国立アレルギー・感染症研究所）。2000年徳島大学医学部附属病院小児科学講座医員。2001年徳島大学医学部小児科学講座助手。同年徳島大学医学部寄生虫学講座教授。2002年徳島大学医学部生体防御医学分野教授。2004年徳島大学大学院ヘルスバイオサイエンス研究部生体防御医学分野教授。2013年徳島大学医学部医学科長。2015年徳島大学大学院医歯薬学研究部教授。2017年徳島大学・副理事（研究体制担当）、日本学術会議連携会員。2019年徳島大学ポストLEDフォトニクス研究所副所長兼医光融合研究部門長。2023年日本学術会議会員。専門は免疫学、小児科学、膠原病学。

## 受賞
- 2006年 日本免疫学会研究奨励賞[3]
- 2014年 日本免疫学会賞[3]
- 2015年 ノバルティス・リウマチ医学賞[3]
- 2016年 American Society for Clinical Investigation会員[3]
- 2020年 小児医学川野賞[3]
- 2022年 文部科学大臣表彰科学技術賞（研究部門）[3]